# Hasse Simonsdochter
Hasse Simonsdochter is een boek uit 1983 van de Nederlandse schrijfster Thea Beckman. 

## Inhoud
Hasse Simonsdochter was vanaf haar geboorte een speciaal kind. In plaats van haar vader te helpen de kost te verdienen en haar moeder bij te staan in het huishouden (van een arm gezin), gaat ze liever zwerven over het Kampereiland. Vanaf kinds af aan werd ze mishandeld omdat ze werd gezien als een wisselkind, een elfenkind. Eén man brengt verandering in het leven van Hasse: Jan van Schaffelaar.
Als drie veedrijvers Hasse willen verkrachten komt hij op het toneel. Van Schaffelaar redt haar van een zekere dood en Hasse is hem dankbaar, hoewel hij een huurling is, die een niet al te goede reputatie hebben. Ook een van de veedrijvers laat hierbij het leven.
Als Jan van Schaffelaar Kampen binnenrijdt, wordt hij aangehouden door de schout wegens moord op de veedrijver. Hij ontkent niet (bovendien getuigen de andere twee veedrijvers tegen hem) en wordt ter dood veroordeeld. Omdat hij adellijk bloed heeft (hij wordt ook wel de bastaard van Norg genoemd) mag hij niet opgehangen worden, maar zal hij onthoofd worden. Hasse verbidt hem, dat wil zeggen ze trouwt met hem en redt hem daarmee van de doodstraf. Van Schaffelaar weigert niet en ze zijn verplicht te trouwen. Daardoor werd Van Schaffelaar niet onthoofd. Hierdoor werd Hasse verbannen van het grondgebied van Kampen, samen met Jan. Ze mag, zolang ze gehuwd is met hem, het grondgebied niet meer betreden, op straffe van de dood.
Aanvankelijk regelt Jan een huisje voor Hasse in Zutphen, maar ze brengt de hele zomer jagend in de bossen door. Jan neemt haar ten slotte mee, concluderend dat een stadsbestaan niets voor Hasse is. Zo beleven Jan van Schaffelaar en Hasse Simonsdochter vele avonturen tijdens de Hoekse en Kabeljauwse twisten. Ze komen onder meer terecht bij De Graafschappers, huurlingen in dienst van de Zutphense (en Hoekse) edelman heer Wijnand. Hasse leeft precies als alle andere huurlingen, en doet als volwaardig lid van de groep met de rooftochten mee. Ze wordt hierdoor regelmatig aanvankelijk als man aangezien. Hasse en Jan krijgen samen een kind: Lysken. Ze maken onder Jans leiding de handelsroute over de Veluwe onveilig en vernederen broeder Egidius, een aflaathandelaar. Niet alleen intimideren ze hem en zetten ze hem voor schut als hij zijn aflaatcertificaten probeert te verkopen, maar ook stuit het idee dat een vrouw zich als man verkleedt hem tegen de borst. Ook vangen ze de bekende klokkengieter Geert van Wou en zijn neef Gerrit die op weg zijn naar Kampen, en houden ze in gijzeling. Deze moeten ze echter van heer Wijnand beëindigen wanneer Kampen met economische sancties tegen Zutphen dreigt. Wanneer heer Wijnand Zutphen moet ontvluchten, hebben de Graafschappers een nieuwe broodheer nodig, en sluiten ze zich aan bij het leger van bisschop David van Utrecht. Ze houden strooptochten in de omgeving van Barneveld om zodoende de opstandige steden Utrecht en Amersfoort van bevoorrading en handel af te snijden.
Jan van Schaffelaar maakt hier echter vijanden mee. Broeder Egidius, de vernederde aflaathandelaar, mobiliseert de steden Amersfoort en Nijkerk om tegen de Graafschappers op te trekken. Ze worden uiteindelijk ingesloten en belegerd in de kerktoren van Barneveld. Als Jan van Schaffelaar sterft door van de kerk van Barneveld te springen, stopt Hasse met haar zwerversbestaan. Ze ontsnapt aan de wraakzuchtige Egidius die het op haar heeft gemunt, en gaat naar Kampen waar ze een huis koopt met het fortuin van Jan van Schaffelaar. Uiteindelijk hertrouwt ze met Gerrit van Wou (een klokkengieter die het vak van zijn oom leerde, de beter bekende Geert van Wou).